# صويبر (الديس)
صويبر هي إحدى قرى عزلة الديس بمديرية الديس التابعة لمحافظة حضرموت، بلغ تعداد سكانها 84 نسمة حسب تعداد اليمن لعام 2004.